# Kalei Mau
Tyler-Marie Kalei Mau (Kahaluu, 3 ottobre 1995) è una pallavolista statunitense di origine filippina, schiacciatrice dell'Athletes Unlimited.

## Biografia
Figlia di Lynette e Steven Mau, nasce a Kahaluu, nelle Hawaii. Si diploma alla Saint Francis School nel 2012. 

## Carriera

### Club
La carriera di Kalei Mau inizia a livello giovanile con lo ASICS Rainbows, giocando in seguito anche a livello scolastico con la Saint Francis HS. Dopo il diploma gioca nella NCAA Division I con la Minnesota nel 2013, trasferendosi successivamente alla Arizona, dove milita dal 2014 al 2016, completando la sua carriera universitaria.
Firma il suo primo contratto professionistico ingaggiata dalle Indias de Mayagüez per la Liga de Voleibol Superior Femenino 2017, a Porto Rico. Gioca poi in Francia nella stagione 2017-18, difendendo i colori del Nantes, in Ligue A. Dopo questa esperienza gioca nelle Filippine, dove viene schierata come giocatrice locale, con lo United per i tre tornei della Philippine Super Liga: nel 2019, dopo aver disputato la PSL All-Filipino Conference, il suo club cessa di esistere, così approda al F2 Logistics, col quale conquista sia la PSL All-Filipino Conference, venendo premiata sia come MVP che come miglior realizzatrice, che la PSL Invitational Conference.
In seguito viene ingaggiata dalle Changas de Naranjito per la Liga de Voleibol Superior Femenino 2021. Torna quindi in forza al F2 Logistics, con cui si aggiudica la PNVF Champions League 2021, mentre nel 2022 prende parte alla seconda edizione dell'Athletes Unlimited.

### Nazionale
Nel 2019 viene convocata nella nazionale filippina per l'ASEAN Grand Prix, prima di essere dichiarata ineleggibile dalla FIVB alla vigilia dei XXX Giochi del Sud-est asiatico, non adempiendo al requisito di risiedere per due anni nelle Filippine: il suo iter burocratico per il cambio di nazionalità sportiva viene in seguito dichiarato completato nel luglio 2021.

## Palmarès

### Club
- PSL All-Filipino Conference: 1

2019
- PSL Invitational Conference: 1

2019
- PNVF Champions League: 1

2021

### Premi individuali
- 2016 - All-America Third Team
- 2019 - PSL All-Filipino Conference: MVP
- 2019 - PSL All-Filipino Conference: Miglior realizzatrice